# Åke Viberg (teolog)
Åke Viberg, född 1958, är en svensk teolog. 
Viberg, som är teologie doktor och docent, är som lektor ämnesföreträdare för Gamla testamentets exegetik på Teologiska Högskolan i Stockholm, där han varit verksam sedan 1994. Han disputerade 1992 vid Lunds universitet på en avhandling om juridiska symbolhandlingar i Gamla testamentet. Viberg har även varit gästforskare vid Cambridge University under 1993.